# Çeşmebaşı
Çeşmebaşı ist ein Dorf im Landkreis Akköy der türkischen Provinz Denizli. Çeşmebaşı liegt etwa 29 km nördlich der Provinzhauptstadt Denizli und 5 km nordwestlich von Akköy. Çeşmebaşı hatte laut der letzten Volkszählung 239 Einwohner (Stand Ende Dezember 2010).